# Avebadié
 (avril 2025).
Avébadié est une localité située à 8,1 Km d'Adéta dans la région des plateaux au Togo.

## Géographie
Avébadié est situé à une altitude d'environ 252 mètres.  

## Histoire
La région des plateaux, où se trouve Avébadi, est habitée principalement par le peuple éwé. Ceux-ci s’y sont installés entre le XVᵉ et le XVIIᵉ siècle.  

## Économie
L’économie d’Avébadié repose principalement sur l’agriculture et l’exploitation forestière. Les cultures vivrières dominantes sont le maïs, le manioc, l’igname et le soja. La culture de l’ananas est également présente.  

## Climat
Le climat est de type tropical guinéen, caractérisé par deux saisons sèches et deux saisons pluvieuses, avec une pluviométrie annuelle variant entre 1 100 et 1 200 mm.  